# Yalçın Tura
Yalcin Tura (født 23. marts 1934 i Istanbul, Tyrkiet) er en tyrkisk komponist, violinist, pianist, filosof, musikolog og rektor.
Tura studerede først klaver, så violin hos Seyfettin Asal og komposition hos Cemal Resit Rey på Galatasaray Gymnasium.
Han har skrevet 6 symfonier, orkesterværker, kammermusik, operaer, korværker, balletmusik, filmmusik, scenemusik, koncertmusik, traditionel tyrkisk musik, tvmusik etc. Tura uddannede sig som filosof på Universitetet i Istanbul (1954-1960), og forsatte studier privat i komposition hos forskellige lærere og var rektor på Det Statslige Musikkonservatorium i Istanbul (1988-2001).

## Udvalgte værker
- Symfoni nr. 1 (1966) - for orkester
- Symfoni nr. 2 (?) - for orkester
- Symfoni nr. 3 (?) - for kammerorkester
- Symfoni nr. 4 (?) - for orkester
- Symfoni nr. 5 (?) - for orkester
- Kammersymfoni (1992) - for kammerorkester
- Violinkoncert (1965-1972-1993) - for violin og orkester
- Cellokoncert (1956) - for cello og orkester
- Suite (1958) - for orkester